# Mika Kurihara
Mika Kurihara (14 de maio de 1989) é uma basquetebolista profissional japonesa.

## Carreira
Kurihara integrou a Seleção Japonesa de Basquetebol Feminino nos Jogos Olímpicos Rio 2016, que terminou na oitava posição.